# Zakrzewko (powiat szamotulski)
Zakrzewko – wieś w Polsce położona w województwie wielkopolskim, w powiecie szamotulskim, w gminie Duszniki.
W latach 1975–1998 miejscowość należała administracyjnie do województwa poznańskiego.
Niewielka wieś, położona około 26 km na południowy zachód od Szamotuł.
Po raz pierwszy wzmiankowana w 1422 r. W XVI w. była własnością szlachecką. 
Nieduży dwór z wieżą zbudowano w połowie XIX w., a rozbudowano w 1913 r. Przed wejściem widnieją dwie zabytkowe lampy żeliwne. Później dobudowano drewnianą werandę ze schodami na murowanym podeście. W folwarku znajduje się chlew murowany z połowy XIX w., obecnie zamieniony na oborę. W otaczającym dwór parku o pow. około 2,5 ha rośnie dąb o obw. 320 cm.
Wzdłuż drogi polnej, prowadzącej z Zakrzewka w kierunku wsi Sędziny, na odcinku 1,5 km ciągnie się bardzo dobrze zachowana aleja wierzbowa.